# Douleur chronique
La douleur chronique ou douleur persistante est une douleur qui peut affecter le patient par son maintien dans le temps, soit en raison d'une durée supérieure d'un à trois mois selon la distinction retenue entre douleur aiguë, subaiguë et chronique, soit pour sa persistance au-delà de la période normale de guérison.

## Critères
Pour l'Institut national de la santé et de la recherche médicale (INSERM), « [s]i la douleur aiguë persiste au-delà de trois mois, elle évolue en douleur chronique. ».
Pour Turk et Okifuji (2001), plusieurs critères peuvent être retenus dont deux traditionnels : « une douleur qui persiste pendant trois mois ou installée depuis six mois, cependant ces durées sont arbitraires ». Une douleur peut également être dite chronique si « [elle] excède au-delà de la période normale de guérison ».

## Impacts sur la qualité de vie
Tous les aspects de la vie courante peuvent être rendus plus difficiles, au point de susciter des idées suicidaires, et un sommeil dégradé peut aussi faciliter certaines mises en danger, dont au volant ou dans la rue, en diminuant les capacités d'attention de la personne.
Pouvoir se déplacer de manière autonome, dont en véhicule motorisé est un facteur de qualité de vie.
Des études concluent que les douleurs chroniques peuvent diminuer les capacités physiques et l'endurance et donc parfois déconcentrer le conducteur concerné, et donc induire une difficulté à percevoir les dangers potentiels et à bien se concentrer sur la conduite.
Selon une étude (2022), en termes de sécurité routière, en moyenne les conducteurs étudiés souffrant de douleurs chroniques ne perçoivent les dangers aussi bien que les autres, ne font pas plus d'erreurs de conduite et ne montrent pas plus de distraction involontaire. Ils déclarent cependant faire plus de lapsus dans leur comportement de conduite, et devoir faire plus d'efforts pour bien conduire. En moyenne, ils peuvent gérer leur conduite avec le même niveau de sécurité que les autres, malgré les défis créés par la douleur.
Par contre le risque augmente chez ceux qui ont des niveaux de douleur chronique particulièrement élevés. Ces derniers disent notamment ressentir plus de difficultés quand ils doivent conduire plus d'une heure (57,8 % contre 2,3 % pour le groupe témoin « sain ») et sur routes cahoteuses (30 % et 0 %). Certains disent avoir plus de mal à conduire dans les embouteillages, à faire marche arrière ou à freiner brusquement. Certains antidouleurs peuvent en outre induire une somnolence et sont contre-indiqués pour les conducteurs. Des chercheurs invitent à rechercher des stratégies de gestion de la douleur améliorant la sécurité routière.